# NGC 6257
NGC 6257 este o low-surface-brightness galaxy⁠(d) situată în constelația Hercule. A fost descoperită în 16 mai 1831 de către John Herschel.